# Echipa națională de fotbal a Costa Ricăi
Echipa națională de fotbal a Costa Ricăi reprezintă statul la competițiile internaționale de fotbal și este controlată de Federația de Fotbal din Costa Rica. Este a treia cea mai de sucees națională din CONCACAF, după reprezentativele Statelor Unite și a Mexicului și prima în America Centrală, calificându-se de trei ori la Campionatul Mondial. A câștigat Cupa de Aur CONACAF de trei ori, în 1991, 1969 și 1989. A participat de trei ori la Cupa Americii, ajungând în două ediții în semifinale.

## Participare
- Campionatul Mondial de Fotbal

| 1930 - 1954 | Nu a intrat      | Nu a intrat      | Nu a intrat      | Nu a intrat      | Nu a intrat      | Nu a intrat      | Nu a intrat      | Nu a intrat      | Nu a intrat      | Nu a intrat      |
| 1958 - 1986 | Nu s-a calificat | Nu s-a calificat | Nu s-a calificat | Nu s-a calificat | Nu s-a calificat | Nu s-a calificat | Nu s-a calificat | Nu s-a calificat | Nu s-a calificat | Nu s-a calificat |
| 1990        | Optimi           | 13               | 4                | 2                | 0                | 2                | 4                | 6                |                  |                  |
| 1994 - 1998 | Nu s-a calificat | Nu s-a calificat | Nu s-a calificat | Nu s-a calificat | Nu s-a calificat | Nu s-a calificat | Nu s-a calificat | Nu s-a calificat | Nu s-a calificat | Nu s-a calificat |
| 2002        | Faza Grupelor    | 19               | 3                | 1                | 1                | 1                | 5                | 6                |                  |                  |
| 2006        | Faza Grupelor    | 31               | 3                | 0                | 0                | 3                | 3                | 9                |                  |                  |
| 2010        | Nu s-a calificat | Nu s-a calificat | Nu s-a calificat | Nu s-a calificat | Nu s-a calificat | Nu s-a calificat | Nu s-a calificat | Nu s-a calificat | Nu s-a calificat | Nu s-a calificat |
| 2014        | Sferturi         | 8                | 5                | 2                | 3                | 0                | 5                | 2                |                  |                  |
| 2018        | Faza Grupelor    | 29               | 3                | 0                | 1                | 2                | 2                | 5                |                  |                  |
| 2022        | Faza Grupelor    |                  | 3                | 1                | 0                | 2                | 3                | 11               |                  |                  |
| 2026        | Va urma          | Va urma          | Va urma          | Va urma          | Va urma          | Va urma          | Va urma          | Va urma          | Va urma          | Va urma          |
| Total       | 6/22             | Locul 8          | 21               | 6                | 5                | 10               | 22               | 39               |                  |                  |

## Scoruri
Victorie Costa Rica
      Remiză
      Victorie Adversar
| Brazilia      | 0 - 1 | 2 - 5 | 0 - 2 | 2              | 8              |
|               | 2014  |       |       | Goluri Marcate | Goluri Primite |
| Anglia        | 0 - 0 | -     | -     | 0              | 0              |
|               | 1990  |       |       | Goluri Marcate | Goluri Primite |
| Cehia         | 1 - 4 | -     | -     | 1              | 4              |
|               | 2002  |       |       | Goluri Marcate | Goluri Primite |
| China         | 2 - 0 | -     | -     | 2              | 0              |
|               | 2006  |       |       | Goluri Marcate | Goluri Primite |
| Ecuador       | 0 - 3 | -     | -     | 0              | 3              |
|               | 2018  |       |       | Goluri Marcate | Goluri Primite |
| Elveția       | 2 - 2 | -     | -     | 2              | 2              |
|               | 2006  |       |       | Goluri Marcate | Goluri Primite |
| Germania      | 2 - 4 | -     | -     | 2              | 4              |
|               | 2014  |       |       | Goluri Marcate | Goluri Primite |
| Grecia        | 1 - 1 | -     | -     | 1              | 1              |
|               | 2014  |       |       | Goluri Marcate | Goluri Primite |
| Italia        | 1 - 0 | -     | -     | 1              | 0              |
|               | 2014  |       |       | Goluri Marcate | Goluri Primite |
| Țările de Jos | 0 - 0 | -     | -     | 0              | 0              |
|               | 2006  |       |       | Goluri Marcate | Goluri Primite |
| Polonia       | 1 - 2 | -     | -     | 1              | 2              |
|               | 1990  |       |       | Goluri Marcate | Goluri Primite |
| Scoția        | 1 - 0 | -     | -     | 1              | 0              |
|               | 2018  |       |       | Goluri Marcate | Goluri Primite |
| Serbia        | 0 - 1 | -     | -     | 0              | 1              |
|               | 1990  |       |       | Goluri Marcate | Goluri Primite |
| Suedia        | 2 - 1 | -     | -     | 2              | 1              |
|               | 2002  |       |       | Goluri Marcate | Goluri Primite |
| Turcia        | 1 - 1 | -     | -     | 1              | 1              |
|               | 2014  |       |       | Goluri Marcate | Goluri Primite |
| Uruguay       | 3 - 1 | -     | -     | 3              | 1              |

## Rezultate
| Rezultate obținute la Campionatul Mondial | Rezultate obținute la Campionatul Mondial | Rezultate obținute la Campionatul Mondial | Rezultate obținute la Campionatul Mondial |
| Anul                                      | Runda                                     | Scor                                      | Rezultat                                  |
| ----------------------------------------- | ----------------------------------------- | ----------------------------------------- | ----------------------------------------- |
| 1990                                      | Faza Grupelor                             | Costa Rica 1 – 0 Scoția                   | Victorie                                  |
| 1990                                      | Faza Grupelor                             | Costa Rica 0 – 1 Brazilia                 | Înfrângere                                |
| 1990                                      | Faza Grupelor                             | Costa Rica 2 – 1 Suedia                   | Victorie                                  |
| 1990                                      | Optimi                                    | Costa Rica 1 – 4 Cehoslovacia             | Înfrângere                                |
| 2002                                      | Faza Grupelor                             | Costa Rica 2 – 0 China                    | Victorie                                  |
| 2002                                      | Faza Grupelor                             | Costa Rica 1 – 1 Turcia                   | Egal                                      |
| 2002                                      | Faza Grupelor                             | Costa Rica 2 – 5 Brazilia                 | Înfrângere                                |
| 2006                                      | Faza Grupelor                             | Costa Rica 2 – 4 Germania                 | Înfrângere                                |
| 2006                                      | Faza Grupelor                             | Costa Rica 0 – 3 Ecuador                  | Înfrângere                                |
| 2006                                      | Faza Grupelor                             | Costa Rica 1 – 2 Polonia                  | Înfrângere                                |
| 2014                                      | Faza Grupelor                             | Costa Rica 3 – 1 Uruguay                  | Victorie                                  |
| 2014                                      | Faza Grupelor                             | Costa Rica 1 – 0 Italia                   | Victorie                                  |
| 2014                                      | Faza Grupelor                             | Costa Rica 0 – 0 Anglia                   | Egal                                      |
| 2014                                      | Optimi                                    | Costa Rica 1 – 1 Grecia                   | Egal                                      |
| 2014                                      | Optimi                                    | Costa Rica 5 – 3 Grecia                   | Penalti                                   |
| 2014                                      | Sferturi                                  | Costa Rica 0 – 0 Țările de Jos            | Egal                                      |
| 2014                                      | Sferturi                                  | Costa Rica 3 – 4 Țările de Jos            | Penalti                                   |
| 2018                                      | Faza Grupelor                             | Costa Rica 0 – 1 Serbia                   | Înfrângere                                |
| 2018                                      | Faza Grupelor                             | Costa Rica 0 – 2 Brazilia                 | Înfrângere                                |
| 2018                                      | Faza Grupelor                             | Costa Rica 2 – 2 Elveția                  | Egal                                      |
| 2022                                      | Faza Grupelor                             | Costa Rica 0 – 7 Spania                   | Înfrângere                                |
| 2022                                      | Faza Grupelor                             | Costa Rica 1 – 0 Japonia                  | Victorie                                  |
| 2022                                      | Faza Grupelor                             | Costa Rica 2 – 4 Germania                 | Înfrângere                                |

## Adversari
| Adversar  | Meciuri | Victorie | Remiză | Înfrângere |               | Adversar | Meciuri | Victorie | Remiză | Înfrângere |
| --------- | ------- | -------- | ------ | ---------- | ------------- | -------- | ------- | -------- | ------ | ---------- |
| Brazilia  | 3       | 0        | 0      | 3          | Germania      | 2        | 0       | 0        | 2      |            |
| Anglia    | 1       | 0        | 1      | 0          | Cehia         | 1        | 0       | 0        | 1      |            |
| China     | 1       | 1        | 0      | 0          | Ecuador       | 1        | 0       | 0        | 1      |            |
| Elveția   | 1       | 0        | 1      | 0          | Grecia        | 1        | 0       | 1        | 0      |            |
| Italia    | 1       | 1        | 0      | 0          | Japonia       | 1        | 1       | 0        | 0      |            |
| Polonia   | 1       | 0        | 0      | 1          | Scoția        | 1        | 1       | 0        | 0      |            |
| Serbia    | 1       | 0        | 0      | 1          | Spania        | 1        | 0       | 0        | 1      |            |
| Suedia    | 1       | 1        | 0      | 0          | Țările de Jos | 1        | 0       | 1        | 0      |            |
| Turcia    | 1       | 0        | 1      | 0          | Uruguay       | 1        | 1       | 0        | 0      |            |
| 18 echipe | 11      | 3        | 3      | 5          | 18 echipe     | 10       | 3       | 2        | 5      |            |

| An                | Loc              | G+               | V                | E                | Î                | GM               | GÎ               |
| ----------------- | ---------------- | ---------------- | ---------------- | ---------------- | ---------------- | ---------------- | ---------------- |
| 1963              | Campioni         | 6                | 5                | 1                | 0                | 14               | 2                |
| 1965              | locul trei       | 5                | 2                | 2                | 1                | 11               | 4                |
| 1967              | s-a retras       | s-a retras       | s-a retras       | s-a retras       | s-a retras       | s-a retras       | s-a retras       |
| 1969              | Campioni         | 5                | 4                | 1                | 0                | 13               | 2                |
| 1971              | locul trei       | 5                | 2                | 1                | 2                | 6                | 5                |
| 1973 până în 1981 | nu s-a calificat | nu s-a calificat | nu s-a calificat | nu s-a calificat | nu s-a calificat | nu s-a calificat | nu s-a calificat |
| 1985              | locul trei       | 8                | 2                | 5                | 1                | 10               | 8                |
| 1989              | Campioni         | 8                | 5                | 1                | 2                | 10               | 6                |
| 1991              | locul patru      | 5                | 1                | 0                | 4                | 5                | 9                |
| 1993              | Semifinale       | 5                | 1                | 3                | 1                | 6                | 5                |
| 1996              | nu s-a calificat | nu s-a calificat | nu s-a calificat | nu s-a calificat | nu s-a calificat | nu s-a calificat | nu s-a calificat |
| 1998              | Prima rundă      | 2                | 1                | 0                | 1                | 8                | 4                |
| 2000              | Sferturi         | 3                | 0                | 2                | 1                | 5                | 6                |
| 2002              | Finaliști        | 5                | 3                | 1                | 1                | 8                | 5                |
| 2003              | locul patru      | 5                | 2                | 0                | 3                | 10               | 8                |
| 2005              | Sferturi         | 4                | 2                | 1                | 1                | 6                | 4                |
| 2007              | Sferturi         | 4                | 1                | 1                | 2                | 3                | 4                |
| 2009              | Semifinale       | 5                | 2                | 2                | 1                | 10               | 6                |
| 2011              | Calificată       | Calificată       | Calificată       | Calificată       | Calificată       | Calificată       | Calificată       |
| Total             | 3 Titluri        | 75               | 33               | 21               | 21               | 125              | 78               |

| - 1941 - Campioni - 1943 - Campioni - 1946 - Campioni - 1948 - Campioni - 1951 - Campioni - 1953 - Campioni - 1955 - Campioni - 1957 - nu s-a disputat - 1960 - Campioni - 1961 - Campioni - 1991 - Campioni - 1993 - Finaliști - 1995 - locul patru - 1997 - Campioni - 1999 - Campioni - 2001 - Finaliști - 2003 - Campioni - 2005 - Campioni - 2007 - Campioni - 2009 - Finaliști | - 1997 - Prima rundă - 2001 - Sferturi - 2004 - Sferturi - 1951 - Finaliști - 1955 - nu a participat - 1959 - locul cinci - 1963 până în 1971 - nu a participat - 1975 - locul patru - 1979 - a doua rundă - 1983 până în 1991 - nu a participat - 1995 - Sferturi - 1999 - Prima rundă - 2003 - nu a participat - 2007 - Prima rundă - 1952 - nu a participat - 1956 - Locul trei - 1960 - Locul patru |

## Lot
Următorii 26 de jucători au fost convocați pentru a juca Campionatul Mondial de Fotbal 2022.
| Nr. | Poz. | Jucător              | Data nașterii (vârsta)         | Selecții | Goluri | Club                |
| --- | ---- | -------------------- | ------------------------------ | -------- | ------ | ------------------- |
| 1   | P    | Keylor Navas         | 15 decembrie 1986 (38 de ani)  | 108      | 0      | Paris Saint-Germain |
| 18  | P    | Esteban Alvarado     | 28 aprilie 1989 (35 de ani)    | 25       | 0      | Herediano           |
| 23  | P    | Patrick Sequeira     | 1 martie 1999 (26 de ani)      | 2        | 0      | Lugo                |
|     |      |                      |                                |          |        |                     |
| 3   | F    | Juan Pablo Vargas    | 6 iunie 1995 (29 de ani)       | 12       | 1      | Millonarios         |
| 4   | F    | Keysher Fuller       | 12 iulie 1994 (30 de ani)      | 32       | 2      | Herediano           |
| 6   | F    | Óscar Duarte         | 3 iunie 1989 (35 de ani)       | 72       | 4      | Al-Wehda            |
| 8   | F    | Bryan Oviedo         | 18 februarie 1990 (35 de ani)  | 77       | 2      | Real Salt Lake      |
| 15  | F    | Francisco Calvo      | 8 iulie 1992 (32 de ani)       | 76       | 8      | Konyaspor           |
| 16  | F    | Carlos Martínez      | 30 martie 1999 (25 de ani)     | 8        | 0      | San Carlos          |
| 19  | F    | Kendall Waston       | 1 ianuarie 1988 (37 de ani)    | 64       | 9      | Saprissa            |
| 22  | F    | Rónald Matarrita     | 9 iulie 1994 (30 de ani)       | 53       | 3      | FC Cincinnati       |
|     |      |                      |                                |          |        |                     |
| 2   | M    | Daniel Chacón        | 11 aprilie 2001 (23 de ani)    | 8        | 0      | Colorado Rapids 2   |
| 5   | M    | Celso Borges         | 27 mai 1988 (36 de ani)        | 156      | 27     | Alajuelense         |
| 9   | M    | Jewison Bennette     | 15 iunie 2004 (20 de ani)      | 8        | 2      | Sunderland          |
| 10  | M    | Bryan Ruiz (căpitan) | 18 august 1985 (39 de ani)     | 147      | 29     | Alajuelense         |
| 13  | M    | Gerson Torres        | 28 august 1997 (27 de ani)     | 13       | 1      | Herediano           |
| 14  | M    | Youstin Salas        | 17 iunie 1996 (28 de ani)      | 4        | 0      | Saprissa            |
| 17  | M    | Yeltsin Tejeda       | 17 martie 1992 (33 de ani)     | 74       | 0      | Herediano           |
| 20  | M    | Brandon Aguilera     | 28 iunie 2003 (21 de ani)      | 5        | 0      | Guanacasteca        |
| 21  | M    | Douglas López        | 21 septembrie 1998 (26 de ani) | 3        | 0      | Herediano           |
| 24  | M    | Roan Wilson          | 1 mai 2002 (22 de ani)         | 3        | 0      | Municipal Grecia    |
| 25  | M    | Anthony Hernández    | 11 octombrie 2001 (23 de ani)  | 3        | 1      | Puntarenas          |
| 26  | M    | Álvaro Zamora        | 9 martie 2002 (23 de ani)      | 4        | 0      | Saprissa            |
|     |      |                      |                                |          |        |                     |
| 7   | A    | Anthony Contreras    | 29 ianuarie 2000 (25 de ani)   | 10       | 2      | Herediano           |
| 11  | A    | Johan Venegas        | 27 noiembrie 1988 (36 de ani)  | 82       | 11     | Alajuelense         |
| 12  | A    | Joel Campbell        | 26 iunie 1992 (32 de ani)      | 120      | 25     | León                |

## Antrenori
| Nume                        | Perioadă  | Țară                       |
| --------------------------- | --------- | -------------------------- |
| Randolph Galloway           | 1946-1948 | Anglia                     |
| Vacant                      | 1948-1950 |                            |
| Otto Bumbel                 | 1950-1956 | Brazilia                   |
| Luis Lucho Tirado           | 1956-1958 | Chile                      |
| Hugo Tassara Olivares       | 1958-1960 | Chile                      |
| Eduardo Toba                | 1960-1961 | Spania                     |
| Alfredo Piedra              | 1961-1962 | Costa Rica                 |
| Mario Cordero               | 1962-1965 | Costa Rica                 |
| Eduardo Viso Abella         | 1965-1971 | Spania                     |
| Humberto Maschio            | 1971-1975 | Argentina                  |
| José Etchegoyen             | 1975-1980 | Uruguay                    |
| Antonio Moyano Reyna        | 1980-1985 | Spania                     |
| Odir Jacques                | 1985-1987 | Brazilia                   |
| Gustavo de Simone           | 1987-1989 | Uruguay                    |
| Marvin Rodríguez            | 1989-1990 | Costa Rica                 |
| Bora Milutinovic            | 1990      | Serbia                     |
| Rolando Villalobos          | 1991-1992 | Costa Rica                 |
| Héctor Núñez                | 1992      | Uruguay                    |
| Juan José Gamez             | 1993      | Costa Rica                 |
| Toribio Rojas               | 1993-1995 | Costa Rica                 |
| Ignacio Núñez               | 1995      | Costa Rica                 |
| Valdeir Viera               | 1996      | Brazilia                   |
| Horacio Cordero             | 1997      | Argentina                  |
| Juan Luis Hernández Fuertes | 1997      | Costa Rica                 |
| Rolando Villalobos          | 1998      | Costa Rica                 |
| Francisco Maturana          | 1999      | Columbia                   |
| Marvin Rodríguez            | 1999-2000 | Costa Rica                 |
| Gilson Siqueira Nunes       | 2000      | Brazilia                   |
| Alexandre Guimaraes         | 2001-2002 | Brazilia · Costa Rica      |
| Rodrigo Kenton              | 2002      | Costa Rica                 |
| Steve Sampson               | 2002-2004 | Statele Unite ale Americii |
| Jorge Luis Pinto            | 2004-2005 | Columbia                   |
| Alexandre Guimaraes         | 2005-2006 | Brazilia · Costa Rica      |
| Hernán Medford              | 2006-2008 | Costa Rica                 |
| Rodrigo Kenton              | 2008-2009 | Costa Rica                 |
| René Simoes                 | 2009      | Brazilia                   |
| Rónald González Brenes      | 2009-2010 | Costa Rica                 |
| Ricardo La Volpe            | 2010      | Argentina                  |